# Richard Kaps
Richard Kaps (25. April 1845 in Hamburg – 15. Februar 1876 ebenda) war ein deutscher Opernsänger (Tenor).

## Leben
Kaps, von seinem Vater Amandus Kaps ausgebildet, war ein talentvoller Tenorbuffo und wirkte am Hamburger Stadttheater. Er starb mit 30 Jahren in Hamburg.
Seine Geschwister waren Robert Kaps und Agnes Kaps.